# Васле
Васле́ (фр. Vasselay) — коммуна во Франции, находится в регионе Центр. Департамент — Шер. Входит в состав кантона Сен-Мартен-д’Оксиньи. Округ коммуны — Бурж.
Код INSEE коммуны — 18271.
Коммуна расположена приблизительно в 190 км к югу от Парижа, в 95 км юго-восточнее Орлеана, в 9 км к северу от Буржа.

## Население
Население коммуны на 2008 год составляло 1156 человек.
| 1962 | 1968 | 1975 | 1982 | 1990 | 1999 | 2008 |
| ---- | ---- | ---- | ---- | ---- | ---- | ---- |
| 585  | 645  | 647  | 735  | 1020 | 1095 | 1156 |

## Экономика

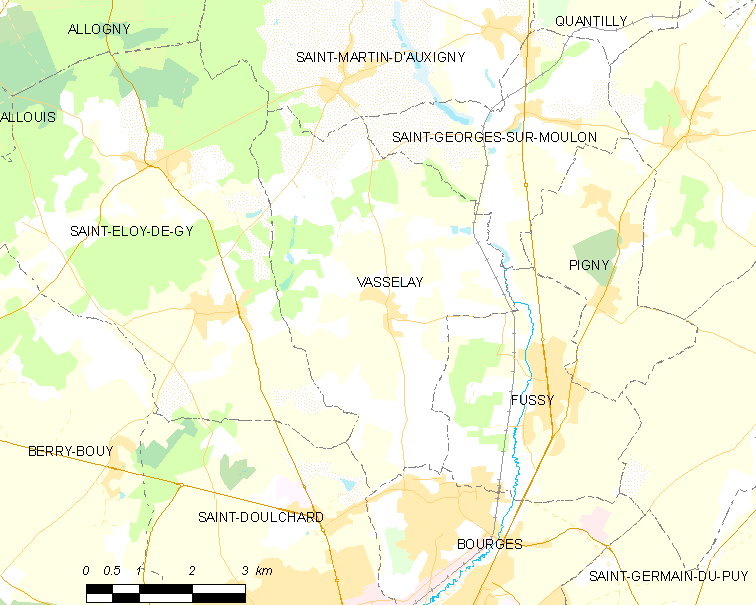
Карта коммуны

Основу экономики составляет сельское хозяйство.
В 2007 году среди 810 человек в трудоспособном возрасте (15-64 лет) 583 были экономически активными, 227 — неактивными (показатель активности — 72,0 %, в 1999 году было 73,5 %). Из 583 активных работали 542 человека (298 мужчин и 244 женщины), безработных было 41 (22 мужчины и 19 женщин). Среди 227 неактивных 95 человек были учениками или студентами, 68 — пенсионерами, 64 были неактивными по другим причинам.

## Достопримечательности
- Церковь XIX века
- Замок Пюивалле (XVIII век)